# Melitta piersbakeri
Melitta piersbakeri is een vliesvleugelig insect uit de familie Melittidae. De wetenschappelijke naam van de soort is voor het eerst geldig gepubliceerd in 2005 door Engel.